# Werbekosten
Als Werbekosten (oder Werbeaufwand) werden in der Betriebswirtschaftslehre und im Marketing sämtliche Kosten zur Werbung und zur Präsentation von Gütern oder Dienstleistungen sowie Nebenkosten zur Werbungsplanung und Werbungsherstellung bezeichnet.
Werbekosten dürfen nicht mit dem steuerrechtlichen Begriff der Werbungskosten verwechselt werden, die der Erwerbung, Sicherung und Erhaltung von Überschusseinkünften der Arbeitnehmer dienen. Werbekosten entstehen dagegen bei der Planung, Herstellung, Streuung und Verwaltung der Werbemittel und Werbeträger einschließlich der Personalkosten hierfür. Die Werbung und Werbekosten verfolgen sowohl das Ziel, das Absatzvolumen von Produkten oder Dienstleistungen und deren Bekanntheitsgrad zu erhöhen als auch zur Verbesserung des Images und der Reputation des werbenden Unternehmens beizutragen. 

## Arten
Gelegentlich wird zwischen allgemeinen und speziellen Werbekosten unterschieden:
- Allgemeine Werbekosten können keiner konkreten Werbemaßnahme direkt zugeordnet werden, sondern fallen für die Werbung insgesamt an. Hierzu gehören unter anderem die Kosten einer Werbeabteilung (Materialkosten, Personalkosten, Raumkosten und Verwaltungskosten) und reine Imagewerbung (Corporate Design, Corporate Identity).
- Spezielle Werbekosten können einer bestimmten Werbemaßnahme oder sogar einem bestimmten Produkt direkt zugeordnet werden, weil sie durch dessen Bewerbung ausgelöst wurden, wie etwa die Markenwerbung für eine bestimmte Marke.

Außerdem kann zwischen Fixkosten und variablen Kosten unterschieden werden, je nachdem, ob die Werbekosten unabhängig vom Umfang einer Werbemaßnahme anfallen oder nicht.

## International

### Deutschland
Werbekosten sind in Deutschland Teil der Betriebskosten, die in der Gewinn- und Verlustrechnung nach § 275 Abs. 2 HGB im Gesamtkostenverfahren aufzuteilen sind in Materialaufwand, Personalaufwand, Abschreibungen und sonstige betriebliche Aufwendungen (§ 275 Abs. 2 Nr. 5–8 HGB), im Umsatzkostenverfahren (§ 275 Abs. 3 Nr. 2 HGB) in Kosten nach Kostenstellen wie Vertrieb und Verwaltung.
Zu den Werbekosten gehören insbesondere Kosten für die Gestaltung, Herstellung und Positionierung von Anzeigen (in Printmedien und Online), Fernseh-, Kino- und Radiowerbung (Produktplatzierung), Postwurfsendungen, Produktkatalogen, Produktproben, Sponsoring, Streukosten aus einem Streuplan, Suchmaschinenmarketing, Werbeagenturen oder Werbeplakaten. 
Nicht immer fällt die Abgrenzung zu anderen Kostenarten leicht. Beispielsweise bewirbt der Anlageberater bei seiner Anlageberatung mehrere substitutionale Finanzprodukte, wobei die Werbungsanteile dennoch den allgemeinen Personalkosten und nicht den Werbekosten zugerechnet werden. Der Versicherungsvertreter bietet verschiedene Versicherungsarten an, um Versicherungsschutz zu verkaufen. Das gilt im Dienstleistungssektor für alle Beratungsarten. Auch Leuchtreklame (Anschaffungskosten, Energiekosten) wird ebenfalls oft nicht den Werbekosten zugerechnet, weil – wie bei den Beratungskosten – ihre Kostenauflösung meist unwirtschaftlich ist. 

### Österreich
In Österreich sind die Werbekosten im Umsatzkostenverfahren Bestandteil der Vertriebskosten (§ 231 Abs. 3 Ziff. 5 UGB).

### Schweiz
In der Schweiz beinhaltet nach Art. 959b Abs. 3 Ziff. 3 OR die Erfolgsrechnung im Rahmen der Absatzerfolgsrechnung den Verwaltungsaufwand und Vertriebsaufwand.

### Angelsächsischer Raum
Im angelsächsischen Sprachraum sind die Werbekosten (englisch advertising costs) Bestandteil der Vertriebskosten (englisch cost of sales), Werbe- und Promotionsausgaben müssen nach IAS 38.89 zum Zeitpunkt ihres Vorkommens verbucht werden. 

## Betriebliche Organisation
In Unternehmen mit eigener Werbeabteilung (auch im Rahmen des Public Relations) wird die Kostenstelle „Werbung“ gebildet, die mit sämtlichen Werbekosten belastet wird. Hier wird auch der Werbeetat verwaltet, einem Budget mit den maximal für ein Geschäftsjahr vorgegebenen Werbekosten. Besteht keine Kostenstelle, werden die Werbekosten den Vertriebskosten zugeordnet. 

## Kennzahlen
Als betriebswirtschaftliche Kennzahl für den Werbeerfolg {\displaystyle WE} verwendete Edmund Sundhoff die Gegenüberstellung der Werbekosten {\displaystyle W_{K}} mit dem Grenzerlös {\displaystyle \partial R}:
{\displaystyle WE={\frac {W_{K}}{\partial R}}}.
Der Werbeerfolg nimmt demnach zu, sobald die Umsatzerlöse – bedingt durch die Werbekosten – zunehmen. Der Werbeerfolg wird dabei definiert als Werbeertrag abzüglich der Werbekosten.
Die Kosten-Umsatz-Relation wird im Marketing verwendet, um den nach einer Werbekampagne entstehenden Umsatzzuwachs zu messen und den Werbekosten gegenüber zu stellen.

## Wirtschaftliche Aspekte
Die Abgrenzung der Werbekosten von anderen Vertriebskosten (wie etwa Verpackungskosten bei Werbung auf der Verpackung) ist oft schwierig, so dass in der Praxis häufig der Werbeetat als Werbekosten definiert wird.
Die Höhe der Werbekosten ist in Unternehmen häufig umstritten, weil die Werbewirkung durch die Werbeerfolgskontrolle nur unzureichend ermittelt werden kann und der Zielerreichungsgrad schwer feststellbar ist. Ob eine Erhöhung der Umsatzerlöse ausschließlich auf (verstärkte) Werbung zurückzuführen ist oder nicht auch andere Einflussgrößen eine Rolle gespielt haben (Multikausalität: Preispolitik, Preissensivität, Produktqualität, technischer Fortschritt), ist meist schwer feststellbar. Sofern jedoch Monokausalität vorliegt, ist der Werbegewinn die durch Werbung erzielte Umsatzänderung abzüglich der Werbekosten. Gelingt es, für eine Planungsperiode den Werbegewinn und die Werbekosten in funktionaler Abhängigkeit von der Höhe des Werbeetats darzustellen, so lässt sich ein gewinnmaximaler Werbeetat ermitteln. Die absolute Werbewirkung ist allerdings umso geringer, je höher das Kostenniveau der Werbekosten ist. Das liegt am degressiven Verlauf der Reaktionsfunktion der Verbraucher, weil mit höheren Anstrengungen in der Werbung zunehmend resistentere Käuferschichten angesprochen werden.
Der Werbekostenzuschuss wird im Handel vom Hersteller oder Lieferanten von Waren zur teilweisen Finanzierung entstandener Werbekosten des Handels gewährt. Damit sollen bestimmte Werbemaßnahmen unterstützt werden.